# カンフー・ダィノポッセ
『カンフー・ダィノポッセ』（朝鮮語: 쿵푸 공룡 수호대、英語: Kung Fu Dino Posse） は、2009年にカナダ、韓国、シンガポール、ドイツの製作会社クッキー・ジャー・エンターテインメント、ソヌ・エンターテインメント、ソヌ・アジアパシフィックとオプティックス・エンターテインメントが製作したテレビアニメ。韓国では2009年11月12日から2010年5月6日までKBS1で放送された。 2010年10月2日には英国のCITVでも放送されました。カナダではYTVとVrak（フランス語カナダ語吹き替え）、アメリカではStarz Kids & Familyでも放送された。日本国内での展開は2023年現在も行われていない。 

## 登場人物

### カンフー・ダィノポッセ
- ケイン (케인 Kane) - 緑色のティラノサウルスで、ポッセのリーダー。 彼は民団の中で最も頑固で（おそらく強情すぎる）自信を持っており、彼の正義の心はスコールの邪悪な計画を逃がすことはありません。 時々、彼は目の前の仕事に対して少し真剣になりすぎて、状況によってはプライドが負けることもありますが、彼は天性のリーダーであり、友達が困っているときは真っ先に助けに行きます。 どうやら、彼は静かな趣味を好み（以前は大音量の音楽が好きではなかった）、現代世界にはまだあまり馴染みがありません。
- ルーシー (루시 Lucy) - 黄色のトリケラトプスで、部隊の唯一の女の子。 彼女は非常に打たれ強く、冷静沈着で、ためらうことなくケインの命令に従い、強制することができますが、非常に皮肉なところもあります。 彼女は非常に世俗的で、恐竜の時代と現代についての知識があります。 「女の子の会話」をするなど現代の「女の子のもの」にかなりハマっているらしく、その言動や性格にもそれが反映されており、ジェットやチョウの大人げない発言や行動にイライラすることもある。
- ジェット (제트 Jet) - 橙色のプテラノドン。 特に言語の面で（多くの人々を「野郎」と呼ぶ）、民警団の中で最もストリートでスマートで（現代的で）世俗的な印象を受ける。 彼は無礼で、やや嫌味でコミカルなリリーフのように見えます。自分自身に満ちていますが、親切で、気づいていない人々に対してすぐに言葉で状況をごまかします。 時々、彼は非常に性急であるため、捕らえられたりトラブルに巻き込まれたりすることがありますが、これは通常、警察を指揮してケインから指揮を取ろうとした結果です。
- チョウ (차우 Chow) - 食欲旺盛な赤色ステゴサウルス。 民兵隊の中で最も大きく身体的に強い恐竜ですが、必ずしも最も賢い恐竜というわけではなく、やや不器用で世間知らずな印象を受けることもあり、食欲に負けてしまうことが多いですが、とてもフレンドリーで親切です。 、恐竜、彼から食べ物を隠さないでください。 彼は、さまざまな人の性格やマナー、新しい状況に非常に素早く適応し、模倣するようです。

### ポッセの友達
- エドガー・チャドリー (강우디 (カン・ウディ) Edgar Chudley) - 彼は数学、科学、技術の知識を活かしてポッセを助けています。
- ポリー (선우 박사 (ソヌ・ユーリ) Polly) - 古生物学の分野で研究しているポッセのもう一人の友人。エドガーは彼女に恋心を抱いている。

### サブキャラクター
- アガサ・ディンプルコーン (강우디(おばあちゃんサラ) Agatha Dimplecorn) -  彼女は、カンフー恐竜部隊に対して (意図せずに) やじを飛ばすことが多い年配の女性です。
- シャーマン・ダニエルズ教授 (소누 박사 (ソヌ博士) Professor Sherman Daniels) - ポリーの祖父で博物館の学芸員。

### 拮抗薬
- スコール (스코 (スコ) Skor) - シリーズの主な敵対者であり、スクラップの兄であり、彼は通常、隠れ家にいる間、スクラップと他の手下に、民警からクリスタルを盗むなどの汚れ仕事をするように命令します。 最初のエピソードではスコールとスクラップはどちらも「猛禽類」と呼ばれていますが、どちらも 1993 年の映画『ジュラシック・パーク』で描かれたディロフォサウルスに似た首のフリルを持っています。
- スクラップ (타코 (タコ) Skrap) - スコールの弟で知性が劣るが、兄からの汚れ仕事の命令を渋々受けている。 彼のいつもの仕事の無能さはスコールを失望させ、イライラさせます。

## キャスト
| 役名                       | 韓国語音声       | 英語音声           |
| -------------------------- | ---------------- | ------------------ |
| ケイン                     | オム・サンヒョン | マシュー・ゴーマン |
| ルーシー                   | キム・ソンヘ     | ローラ・コリズニク |
| ジェット                   | ヤン・ソクジョン | ノーラン・バルザー |
| チョウ                     | ホン・ジンウク   | ブレント・ヒロセ   |
| エドガー・チャドリー       | キム・ジヘ       | サイモン・ミロン   |
| ポリー                     | ソ・ジヨン       | エイミー・タン     |
| アガサ・ディンプルコーン   | チョ・ジンスク   | グロリア・ニッケル |
| シャーマン・ダニエルズ教授 | ナム・ドヒョン   | ?                  |
| スコール                   | ホン・シホ       | キャリー・スミス   |
| スクラップ                 | ペク・スンチョル | ケビン・ミシェル   |

## サブタイトル
| 話数 | サブタイトル （韓国語） | 作家                                           | 作家                   | 放送日 （韓国） |
| ---- | ----------------------- | ---------------------------------------------- | ---------------------- | --------------- |
| 1    | 우리는 쿵푸 공룡 수호대 | クリス・ラボンテ、イ・ドンウク、ホン・ソクピョ | ポール・グリーンバーグ | 2009年11月12日  |
| 2    | 무시무시한 꼬맹이 우디  | クリス・ラボンテ、イ・ドンウク、ホン・ソクピョ | ポール・グリーンバーグ | 2009年11月19日  |
| 3    | 우디 전사가 되다        | クリス・ラボンテ、イ・ドンウク、ホン・ソクピョ | ジョン・デレヴラニー   | 2009年11月26日  |
| 4    | 힙합 공룡 수호대        | クリス・ラボンテ、イ・ドンウク、ホン・ソクピョ | ジョン・デレヴラニー   | 2009年12月3日   |
| 5    | 여왕의 수호대           |                                                |                        | 2009年12月10日  |
| 6    | 차우의 뱃속 탐험        |                                                |                        | 2009年12月24日  |
| 7    | 비행기를 탄 수호대      |                                                |                        | 2009年12月31日  |
| 8    | 미녀공룡은 괴로워       |                                                |                        | 2010年1月7日    |
| 9    | 차우의 진품명품         |                                                |                        | 2010年1月14日   |
| 10   | 철부지 지미             |                                                |                        | 2010年1月21日   |
| 11   | 제트의 향기             |                                                |                        | 2010年1月28日   |
| 12   | 루시의 단짝 친구        |                                                |                        | 2010年2月4日    |
| 13   | 부글부글 용암           |                                                |                        | 2010年2月11日   |
| 14   | 물은 무서워             |                                                |                        | 2010年2月18日   |
| 15   | 공룡의 자격             |                                                |                        | 2010年2月25日   |
| 16   | 위험한 베일리 혜성      |                                                |                        | 2010年3月4日    |
| 17   | 길 잃은 링크들          |                                                |                        | 2010年3月11日   |
| 18   | 신나는 유람선 여행      |                                                |                        | 2010年3月18日   |
| 19   | 할머니가 생겼어요       |                                                |                        | 2010年3月25日   |
| 20   | 사막에 간 수호대        |                                                |                        | 2010年4月1日    |
| 21   | 메갈로폴리스 볼링대회   |                                                |                        | 2010年4月8日    |
| 22   | 클론 공룡 수호대의 출현 |                                                |                        | 2010年4月22日   |
| 23   | 공룡이 된 유리          |                                                |                        | 2010年5月6日    |
| 24   | 캠핑을 간 수호대        |                                                |                        | 2010年5月15日   |
| 25   | 빙하기를 막아라         |                                                |                        | 2010年5月22日   |
| 26   | 우리 스코가 변했어요    |                                                |                        | 2010年5月29日   |
| 27   | 방귀대장 차우           |                                                |                        | 2010年6月5日    |
| 28   | 올해의 공룡 상을 뽑아라 |                                                |                        | 2010年6月12日   |
| 29   | 환상의 짝꿍             |                                                |                        | 2010年6月19日   |
| 30   | 기계는 너무 어려워      |                                                |                        | 2010年6月26日   |
| 31   | 숲을 지켜라             |                                                |                        | 2010年7月3日    |
| 32   | 후원사를 찾습니다       |                                                |                        | 2010年7月10日   |
| 33   | 초등학생 링크들         |                                                |                        | 2010年7月17日   |
| 34   | 결혼식을 막아라         |                                                |                        | 2010年7月24日   |
| 35   | 아빠가 된 제트          |                                                |                        | 2010年7月31日   |
| 36   | 형제는 용감했다         |                                                |                        | 2010年8月7日    |
| 37   | 부시장이 된 스코        |                                                |                        | 2010年8月14日   |
| 38   | 악어는 내 친구          |                                                |                        | 2010年8月21日   |
| 39   | 위기에 빠진 차우        |                                                |                        | 2010年8月28日   |
| 40   | 스코의 최후             |                                                |                        | 2010年9月4日    |

## 関連リンク
- Kung Fu Dino Posse - IMDb（英語）

| スタブアイコン | サブスタブ | この項目は、まだ閲覧者の調べものの参照としては役立たない、テレビ番組に関連した書きかけの項目です。この項目を加筆・訂正などしてくださる協力者を求めています（P:テレビ/PJ:放送または配信の番組）。 |